# Dal nostro livello
Dal nostro livello è il secondo album in studio del cantautore italiano Ron.

## Descrizione
A soli otto mesi di distanza dal primo disco, Ron (che in quest'album si firma nuovamente con il nome di battesimo Rosalino Cellamare) pubblica il secondo LP. In mezzo c'è stato un cambio di casa discografica, con il passaggio dalla It di Vincenzo Micocci alla casa madre, l'RCA Italiana.
Il progetto di questo disco è particolare: infatti tutti i testi delle canzoni, scritti da Gianfranco Baldazzi, sono basati sui temi di alcuni alunni di una scuola elementare di Cinisello Balsamo.
Pur riveduti, i testi mantengono l'ingenuità infantile, anche nel trattare tematiche politiche e sociali, come l'emigrazione in Era la terra mia, il pacifismo in Il carrarmato disarmato, le difficoltà dei bambini nell'ambiente scolastico in Disegno libero (dove la maestra butta via il disegno del bimbo sostenendo che è una porcheria), le difficoltà del lavoro operaio in La grande città industriale, il problema dell'abbandono scolastico in Alla fine della scuola o il razzismo in I bimbi neri non san di liquirizia.
Le musiche e gli arrangiamenti sono curati dallo stesso Rosalino; tra i musicisti del disco è da ricordare il fratello di Rosalino, Italo Cellamare.
La copertina dell'album raffigura una fotografia in bianconero di alcuni bambini, con in alto il nome dell'artista e in basso il titolo.
Dal disco non viene tratto nessun 45 giri, la canzone che lo apre, I bimbi neri non san di liquirizia, è quella su cui si basa la promozione, e Rosalino la presenta anche in televisione, a Chissà chi lo sa?, il quiz per la tivù dei ragazzi presentato da Febo Conti.
Un'altra canzone del disco, Era la terra mia, che musicalmente risente molto nell'arrangiamento delle sonorità di Neil Young, verrà ripresa in seguito nel disco dal vivo Tutti cuori viaggianti. L'album diventa anche uno spettacolo teatrale che Rosalino presenta in tour nella stagione 1973-1974.
Quest'album non è mai stato ristampato in CD. Tuttavia, cinque dei brani dell'album sono apparsi in questo formato nella raccolta Una città per cantare ed altri successi del 2011.

## Tracce
Lato A
1. I bimbi neri non san di liquerizia – 2:55
2. Era la terra mia – 4:32
3. Il mio papà ed io – 3:15
4. Disegno libero – 2:31
5. Il carrarmato disarmato – 3:23

Lato B
1. La grande città industriale – 3:54
2. Quelli delle medie – 3:20
3. Alla fine della scuola – 3:30
4. Da grande farò il maestro – 4:02
5. La scuola che vorrei – 2:43

## Formazione
- Rosalino Cellamare –voce, cori, pianoforte, chitarra
- Patrizio Diana – chitarra acustica, chitarra a 12 corde
- Italo Cellamare – organo Hammond, cori, flauto
- Daniele Bergatin – basso
- Tita Bonfico – batteria, cori, bongo